# Verso Books
Verso Books (anciennement New Left Books) est une maison d'édition basée à Londres et à New York, fondée en 1970 par le personnel de New Left Review.

## Changement de nom, nouvelle marque et logo
Verso Books était à l'origine connue sous le nom de New Left Books. Le nom « Verso » fait référence au verso d'une page de livre, soit la page de gauche quand le livre est ouvert, et est un jeu de mots sur ses perspectives politiques. « Verso » rappelle également la locution latine vice versa, qui signifie « dans le sens inverse ».

## Histoire et détails
La maison d'édition a rapidement été reconnue pour ses traductions de livres des penseurs européens, en particulier ceux de l'école de Francfort.
Son titre le plus vendu est l'autobiographie de Rigoberta Menchú, lauréate du prix Nobel de la paix en 1992 .
Aux États-Unis, sa distribution est assurée par Random House.
Le 8 avril 2014, Verso a commencé à proposer des offres groupées de livres électroniques sans gestion des droits numériques joints aux livres imprimés achetés via son site Web. Son directeur général, Jacob Stevens, a déclaré qu'il s'attendait à ce que cette nouvelle offre contribue à faire augmenter le chiffre d'affaires de l'entreprise de 200 000 livres sterling au cours de sa première année, aidant ainsi à « bouleverser le rapport entre les éditeurs et leur lectorat et à soutenir l'édition indépendante ».

## Collections
- Feminist Classics
- Futures
- Jacobin ( partenariat avec le Jacobin (magazine) )
- Pocket Communism
- Radical Thinkers
- Revolutions
- The Complete Works of Rosa Luxemburg
- The Essential Žižek
- Verso World History
- Voice of Witness

## Auteurs et auteures
- Tariq Ali
- Benedict Anderson
- John Berger
- Beverley Bryan
- Judith Butler
- Stokely Carmichael
- Angela Y. Davis
- W.E.B. Du Bois
- Melissa Gira Grant
- Owen Hatherley
- David Harvey
- Pablo Iglesias
- Owen Jones
- Eka Kurniawan
- Henri Lefebvre
- Sophie Lewis
- Juno Mac & Molly Smith
- Andreas Malm
- Ellen Meiksins Wood
- Sheila Rowbotham
- Arundhati Roy
- Bernie Sanders
- Lynne Segal
- Suzanne Scafe
- Alexander Zevin